# Heinrich Aasamaa
Heinrich Aasamaa (Lipstu, 27 de janeiro de 1909 – 9 de agosto de 2008) foi um botânico estoniano.